# Rio Blackfoot (Idaho)
O rio Blackfoot é um rio do Idaho, afluente do rio Snake. Formado pela confluência do Diamond Creek e do Lanes Creek, tem comprimento de 219 km. Faz parte da bacia do Colúmbia.
A sua bacia hidrográfica tem 2841 km² de área. O seu caudal médio perto de Blackfoot (Idaho)) é de 5,95 m³/s), com um máximo registado de 60,3 m³/s), e um mínimo de zero.
O rio deve o seu nome aos Índios Blackfoot embora a tribo nunca tenha vivido na região deste rio. Foi cartografado pela primeira vez durante a expedição de Lewis e Clark.